# (20536) Tracicarter
(20536) Tracicarter (1999 RF81) – planetoida z pasa głównego asteroid okrążająca Słońce w ciągu 3,44 lat w średniej odległości 2,28 j.a. Odkryta 7 września 1999 roku.